# Гутиря Віктор Степанович
Гутиря Віктор Степанович (нар. 29 серпня (11 вересня) 1910, с. Синявське, тепер Неклинівського району Ростовської області — 21 жовтня 1983) — радянський нафтохімік, академік АН Азербайджанської РСР (з 1949), член-кореспондент АН СРСР (з 1953), академік АН УРСР (з 1961). 

## Життєпис
Закінчив (1932) Азербайджанський нафтовий інститут. 1938 — кандидат, 1938 — доктор хімічних наук, того ж року — професор. У 1932—1959 працював в Азербайджанському інституті нафтової промисловості, 1959—1963 — в Інституті хімії полімерів і мономерів АН УРСР. Член ВКП(б) з 1940 року.
Протягом серпня 1963—1974 років — віцепрезидент Академії наук УРСР, з 1974 — працював в Інституті фізико-органічної хімії і вуглехімії АН УРСР.
Основні праці присвячені дослідженню нафти родовищ Азербайджану й України і розробці каталітичних процесів перетворення вуглеводнів.
Досліджував процеси каталітичного крекінгу й синтезу алюмосилікатних каталізаторів, вперше сформулював загальні положення про специфічні особливості каталізу на цеолітах.
Нагороджений 2 орденами Леніна, іншими орденами, медалями. Державна премія СРСР, 1942. Премія АН УРСР ім. Л. В. Писаржевського 1976.